# Трубіж (зупинний пункт)
Трубі́ж — зупинний пункт Ніжинського напряму Київської дирекції Південно-Західної залізниці на лінії Ніжин — Київ-Пасажирський. Розташована між станцією Заворичі (5 км) та зупинним пунктом Ярославка (2 км) біля дачного селища на кордоні між Київською та Чернігівською областями. Свою назву зупинка отримала від річки Трубіж, яка перетинає залізницю за 3,5 км від зупинки.
Платформу було відкрито у 1990-і роки (найімовірніше, наприкінці 1990-х років). Лінію електрифіковано в 1964 році.